# Дослідження відеоігор
Дослідження відеоігор (англ. Game studies) вивчають відеоігри. У ряді європейських країн іменуються людологією (від лат. ludus — «гра»; λόγος — «знання»), однак дане поняття більш вузьке. Дисципліна не має специфічного методу пізнання або специфічного розуміння, що являє собою відеогра. Дослідження гри відбувається в міждисциплінарному полі, що складається з перетину методів пізнання таких наук, як інформатика, психологія, соціологія, антропологія, філософія, мистецтвознавство і літературознавство, медіазнавство, комунікації, теологія, феміністська теорія, та деяких інших.

## Історія
Спроби вивчення і аналізу гри як одного з процесів людської діяльності європейськими філософами робилися з початку 1900-х років, серед них можна виділити француза Роже Кайюа у області і голландця Йогана Гейзинга з трактатом Homo Ludens. Філософія ж відеоігор зародилася в 1980-х роках у США в рамках вивчення комп'ютерів як медіа в дисципліні медіазнавства, в рамках досліджень наголос робився на пошук і систематизацію подібності комп'ютера і інших медіа. В кінці 1990-х вже в Європі відеоігри стали вивчати як ігри, дисципліна отримала назву (англ. Game studies), назва устоялося. У 1999 році в Данії був відкритий науково-освітній центр — Center for Computer Games Research, у 2001 році побачив світло перший рецензований науковий журнал — Game studies, в редакцію журналу увійшли фахівці з Фінляндії, Швеції, Великої Британії і США. Через кілька років журналів вже було кілька, серед них можна виділити: Games and Culture і Eludamos (США), Loading… (Канада), International Journal of Role-Playing (Нідерланди), Homo Ludens (Польща), The Computer Games Journal (Велика Британія). Також стали утворюватися і відкриватися наукові центри по всьому світу. У середині 2000-х була організована ведуча в даному питанні міжнародна організація Digital Games Research Association (DiGRA), яка займається популяризацією філософії відеоігор, проводячи конференції, симпозіуми, фестивалі. Найбільшу популярність і дослідницьку активність дисципліна має в США і Західній Європі. У Росії при філософському факультеті СПбДУ є Лабораторія відеоігор, також займаються даною дисципліною на філософському факультеті МДУ.

## Методологія
На початку 1990-х процес вивчення відеоігор відбувався в рамках наратології (згідно цьому підходу, всі культурні об'єкти суть не що інше як тексти), тобто гра вивчалась як певний організований текст, ключову роль в якому відіграє наратив. До середини 90-х стало очевидно, що даний підхід не є оптимальним, бо опис сюжету гри не дає повної картини процесів. В кінці 90-х був висунутий підхід до вивчення відеоігри як геймплея, що включає в себе правила гри, яким вона підпорядковується, разом з варіативністю і змагальністю (підхід отримав назву «людологія»), однак, згідно з вивчення ігор за даним методом, ряд ігор були однією грою, скажімо все RPG. Поступово стало очевидно, що обидва підходи дають знання про грі, але ці знання неповні та до суті дістатися не дозволяють. Так з'явився нередукціоністський підхід, який свідчить: гру слід пізнавати різними методами на різних етапах вивчення. Американець Ян Богост у своїй статті «Безладність відеоігор» виділив 5 основних рівнів пізнання, не заперечуючи при цьому, що їх може бути більше. Це були такі рівні: перший рівень — рівень сприйняття, вивчає психологію гравця. Другий рівень — інтерфейс, вивчає все те, що гравець бачить очима. Третій рівень — рівень функції, це те, чого гравець не бачить, але те, що дозволяють реалізовувати правила гри. Четвертий рівень — це код, тобто вивчення ігри як комп'ютерної програми. П'ятий рівень — рівень платформи, на якій ця гра гравцеві подається і її вивчення. При цьому всі рівні рівнозначні в процесі вивчення.